# Benaglia (bomba da fucile)
La bomba da fucile Benaglia fu una granata da fucile italiana per il fucile Carcano mod.91, impiegata dal Regio Esercito durante la prima guerra mondiale.

## Storia
L'arma venne progettata come una granata offensiva utilizzata per tiri di disturbo o interdizione nelle linee nemiche. Venne testata nel poligono di Milano nel 1915, entrò in servizio nel 1916, venne impiegata per tutta la durata del conflitto e la produzione terminò nel 1918.

## Tecnica[1]
La Benaglia nella parte inferiore era fissata ad un'asta attraverso un dado che fermava anche l'anello al quale erano collegate delle alette in alluminio che servivano per stabilizzare la traiettoria, il corpo della bomba, fatto in ghisa, aveva un forma conica e l'involucro era a frattura prestabilita, nella parte superiore era chiusa da un tappo a vite in zamak che garantiva sicurezza durante il trasporto, questo tappo veniva sostituito prima dell'utilizzo con delle spolette ad impatto, ai lati era presente una vite che serviva a chiudere il foro utilizzato per inserire la polvere nera, in particolare ne venivano inseriti 60 grammi, invece l'altra protuberanza presente sul lato opposto a quello della vite serviva per bilanciare il peso della stessa. 
La granata aveva un funzionamento chiamato a percussione ovvero esplodeva al momento dell'impatto, infatti all'interno dell'ordigno era presente un cilindro contenente il percussore che si trovava nel lato opposto della spoletta dove, invece, c'era il detonatore, che conteneva il fulminato di mercurio che serviva come carica detonante che dava il via alla deflagrazione della polvere nera, inoltre questi due elementi erano divisi da una molla per rendere sicuro il maneggio dell'ordigno. Al momento dell'impatto grazie all'inerzia causata dallo stesso il percussore comprimeva la molla che innescava il detonatore. 
Poteva essere lanciata dal fucile Carcano mod.91 o dalla sua variante a moschetto tramite un'apposita cartuccia senza palla, caricata a solenite e otturata da della stoffa, per evitare il surriscaldamento della canna potevano essere sparati un massimo di dieci granate consecutive. L'asta della granata veniva inserita nella bocca del fucile, poi si poteva portare l'arma alla spalla oppure su un cavalletto e presa la mira si poteva sparare, mentre per la variante a moschetto era necessario sparare con il calcio puntato a terra a causa del forte rinculo. La gittata massima era di 80 metri per il moschetto mentre di 50 per il fucile, il raggio d'efficacia delle schegge era di circa 50 metri.
Nel primo modello della granata non erano presenti le alette e c'erano due viti che chiudevano i fori di caricamento della polvere nera anziché una sola, tuttavia questo primo modello è molto raro.